# 卵叶荷包山桂花
卵叶荷包山桂花（学名：Polygala arillata var. ovata）为远志科远志属下的一个变种。

## 扩展阅读
- 維基物種上的相關：卵叶荷包山桂花